# Aphanogmus nanus
Aphanogmus nanus is een vliesvleugelig insect uit de familie van de Ceraphronidae. De wetenschappelijke naam van de soort is voor het eerst geldig gepubliceerd in 1834 door Nees von Esenbeck.